# Rośliny uprawne
Rośliny uprawne – rośliny użytkowe nieeksploatowane ze stanowisk naturalnych, lecz z upraw stworzonych i pielęgnowanych przez człowieka. Czasem w węższym ujęciu definiowane są jako rośliny rolnicze. Pierwsze ślady uprawy roślin przez ludzi pochodzą sprzed ok. 13 tysięcy lat z Tajlandii, sprzed 11 tysięcy lat z rejonu tzw. Żyznego Półksiężyca i sprzed ok. 8 tysięcy lat z Meksyku. Wtedy to po okresie użytkowania, a z czasem też pielęgnowania roślin dziko rosnących, ludzie rozpoczynali uprawę roślin rodzimych w poszczególnych obszarach, zwanych dziś obszarami pochodzenia roślin użytkowych. Z czasem gatunki uprawiane zostały szeroko rozprzestrzenione poza naturalne granice ich zasięgów. W wyniku zabiegów hodowlanych uzyskano wiele tysięcy odmian uprawnych o odpowiednich dla człowieka właściwościach. Wiele z nich bardzo różni się od swoich naturalnych form wyjściowych (np. współczesne zboża dają plon sto razy wyższy od swych przodków, dziko rosnąca winorośl właściwa ma grona owoców ważące 50–60 g, podczas gdy odmiany uprawne mogą mieć grona ważące nawet do 7 kg). Niektóre z roślin uprawnych występują obecnie już tylko w uprawie – nie istnieją ich dzikie formy wyjściowe (np. orzacha podziemna, palma daktylowa i kukurydza).

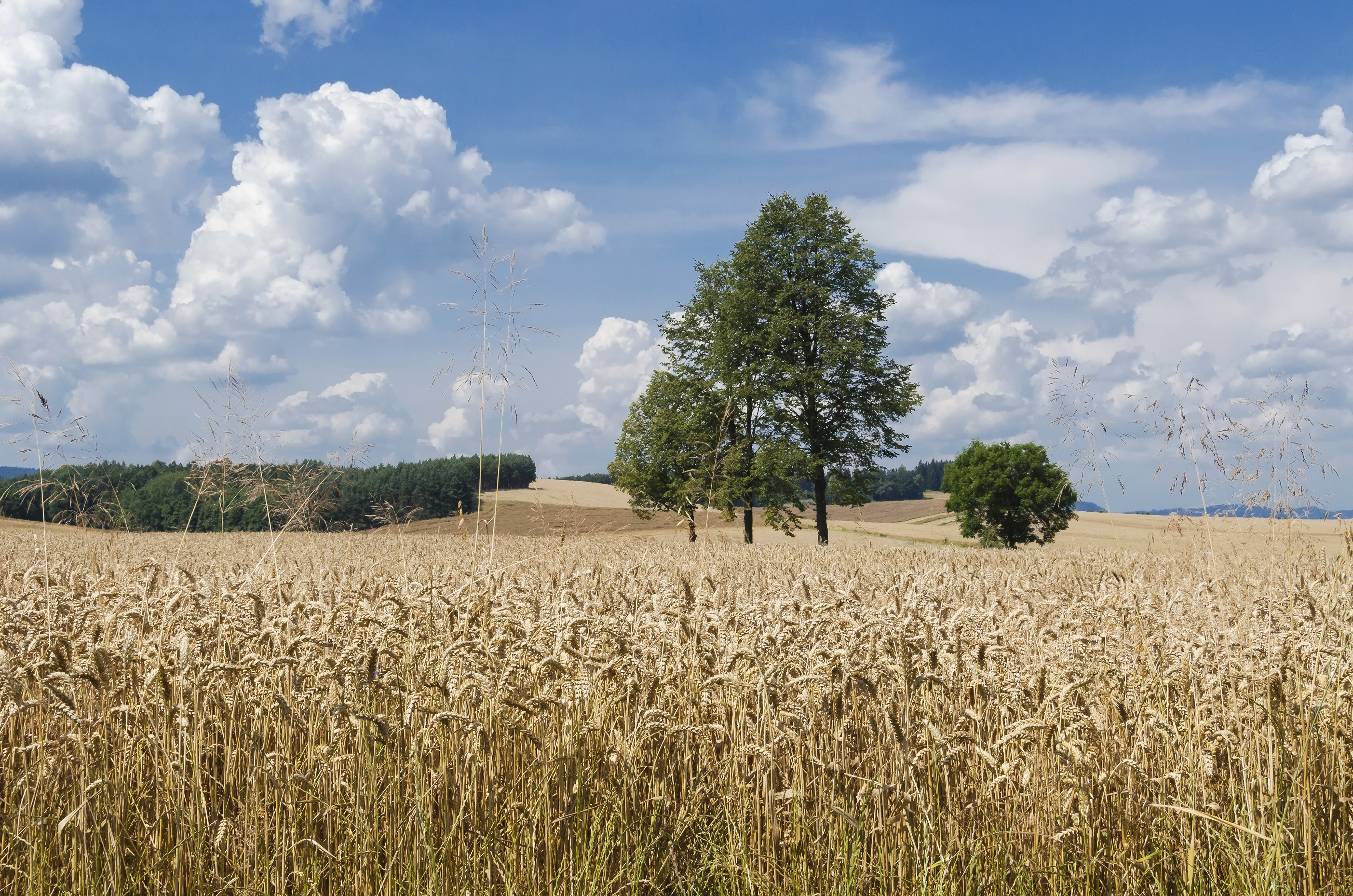
Uprawa pszenicy

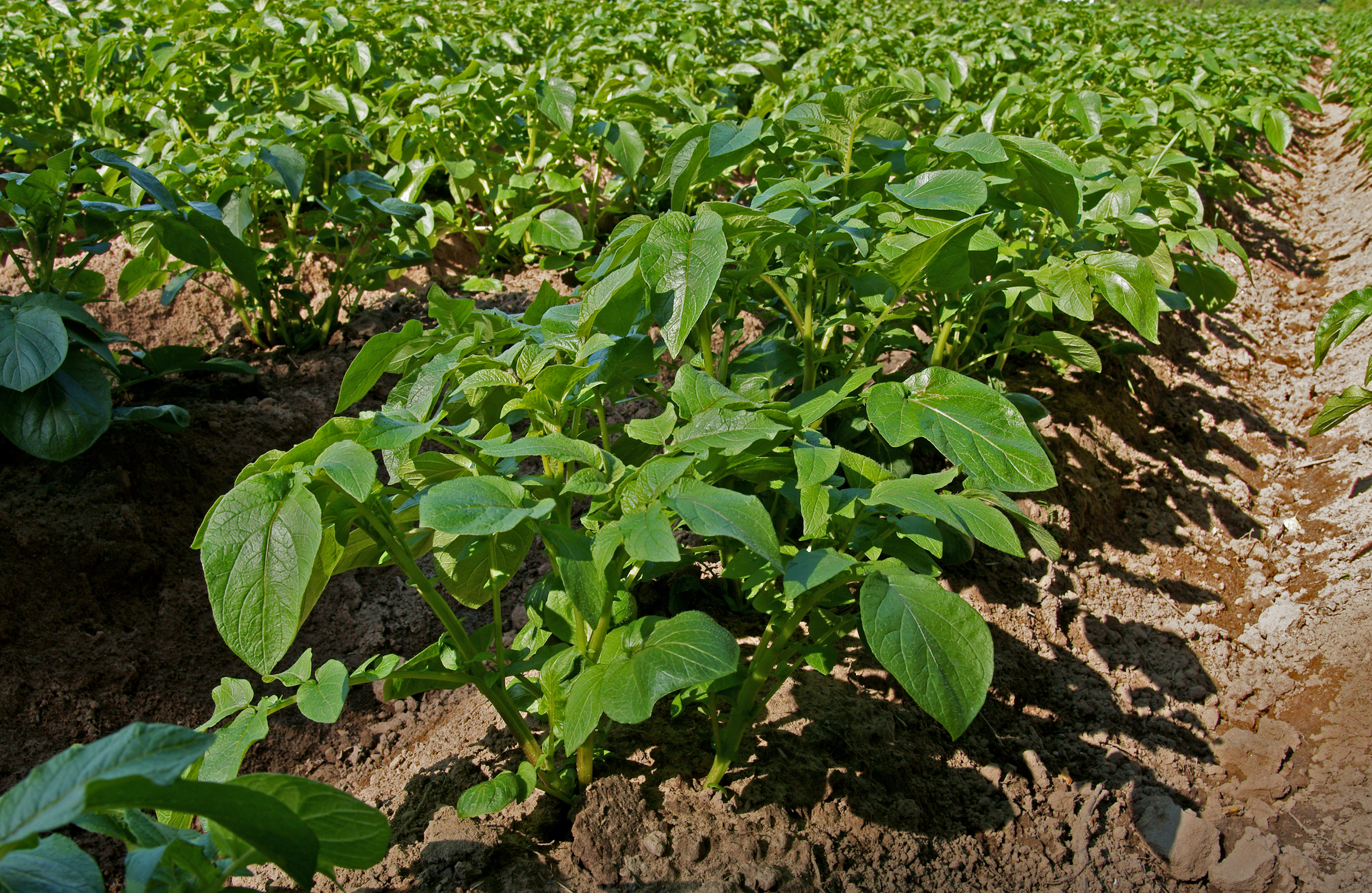
Uprawa ziemniaków

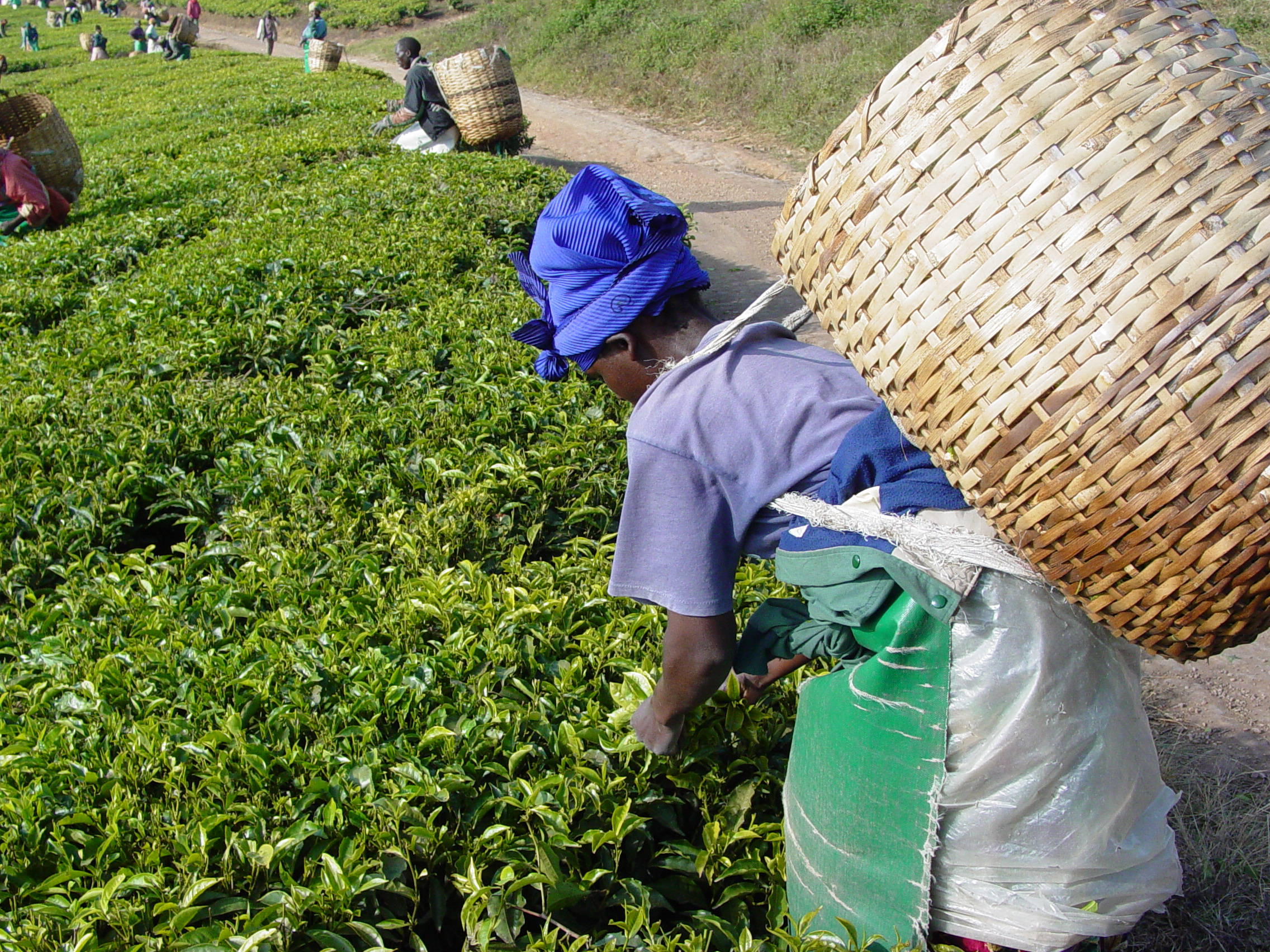
Uprawa herbaty

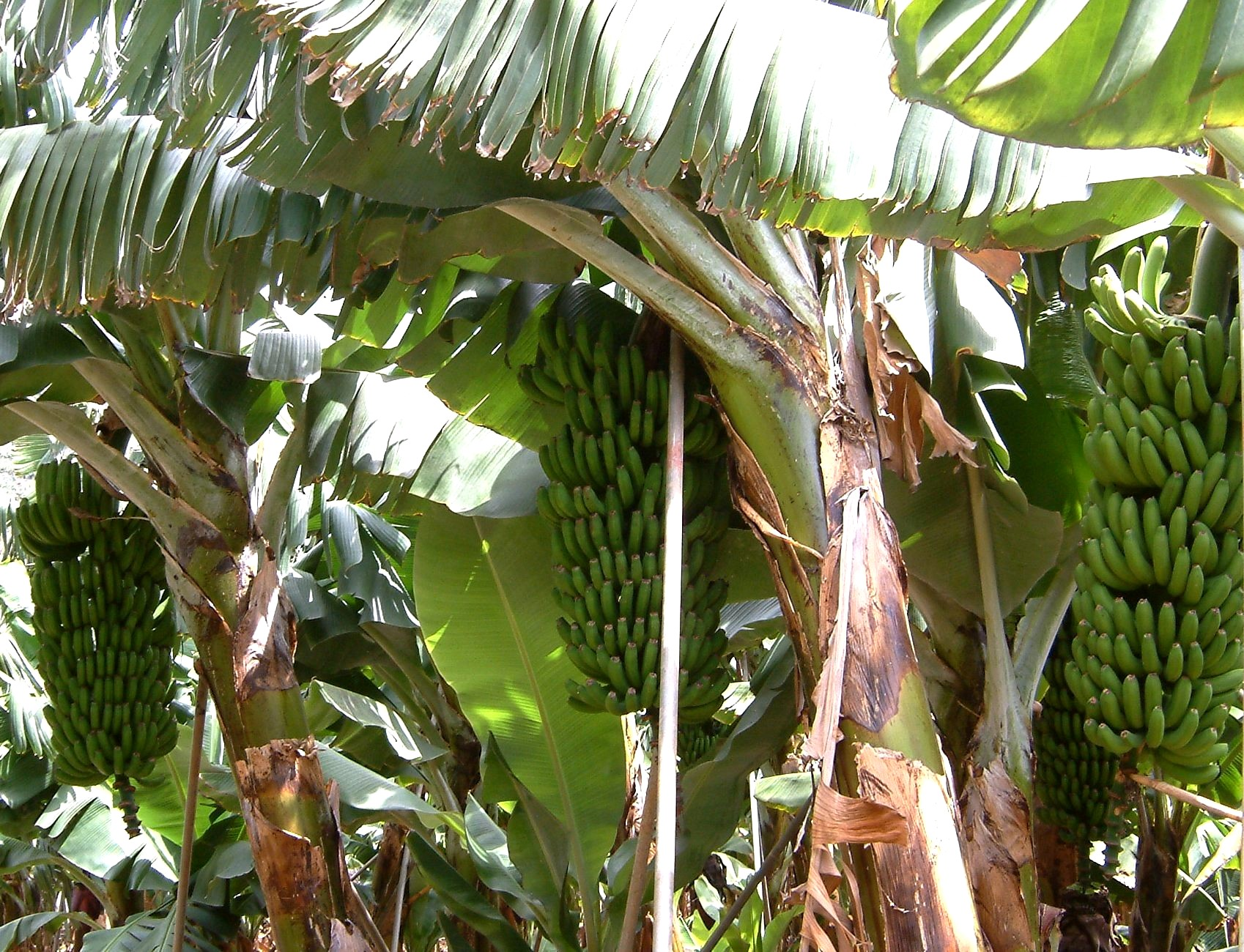
Uprawa bananów

## Grupy roślin uprawnych
W obrębie roślin uprawnych wyróżnia się następujące grupy roślin:
- rośliny przemysłowe
  - rośliny oleiste (np. rzepak, słonecznik, oliwka, palma olejowa)
  - rośliny włókniste, włóknodajne: (np. len, konopie, bawełna)
  - rośliny specjalne (np. chmiel, machorka, tytoń szlachetny, wiklina, herbata, kakaowiec, kawowiec)
  - rośliny cukrodajne (np. trzcina cukrowa, burak cukrowy)
- rośliny spożywcze:
  - rośliny zbożowe (np. żyto, pszenica, pszenżyto, jęczmień, owies, ryż, kukurydza, proso, gryka),
  - rośliny strączkowe (motylkowate grubonasienne, np. bób, ciecierzyca, fasola, groch, soja),
  - rośliny okopowe (korzeniowe: marchew, rzepa, bulwiaste: ziemniak, topinambur),
  - rośliny pastewne (trawy, strączkowe: np. łubin, motylkowate drobnonasienne: np. koniczyna, lucerna)
  - rośliny miododajne,
  - rośliny sadownicze,
  - rośliny warzywne,
- rośliny garbnikodajne
- rośliny kauczukodajne
- rośliny ozdobne
- rośliny zielarskie
  - rośliny lecznicze
  - rośliny przyprawowe
  - rośliny olejkodajne

Wśród roślin użytkowych wyróżnia się także rośliny alternatywne – użytkowane niekonwencjonalnie. Do grupy tej należą rośliny wchodzące dopiero do upraw, uprawiane dawno temu i później porzucone oraz rośliny modyfikowane genetycznie. Poza roślinami uprawianymi w celu dostarczenia określonego surowca roślinnego, uprawia się także rośliny pułapkowe służące do biologicznego zwalczania szkodników, rośliny fitosanitarne – poprawiające w różny sposób warunki rozwoju głównych roślin uprawnych.

## Ośrodki pochodzenia roślin uprawnych
Pierwsze istotne dla ustalenia źródeł pochodzenia roślin uprawnych prace opublikowali Alphonse Pyrame de Candolle (L’origine des plantes cultivées, 1882) oraz Nikołaj Wawiłow, który w 1935 wskazał 7 ośrodków pochodzenia roślin uprawnych. W 1982 Zeven i Wet wskazali 12 obszarów pochodzenia roślin uprawnych z 3 głównymi obejmującymi wschód Azji, rejon Żyznego Półksiężyca i Amerykę Środkową.
Ośrodki pochodzenia roślin uprawnych:
- Azja wschodnia: soja warzywna, herbata chińska, proso zwyczajne, włośnica ber
- Azja południowo-wschodnia: trzcina cukrowa, ryż siewny, banan, taro
- Australia: eukaliptus
- Indie: ryż siewny, bakłażan, ogórek, juta torebkowa
- Azja środkowa: jęczmień, konopie siewne, morela zwyczajna, soczewica jadalna, bób
- Azja południowo-zachodnia: pszenica zwyczajna, winorośl właściwa, kasztan jadalny, wiśnia pospolita
- Obszar śródziemnomorski: len zwyczajny, mak lekarski, oliwka europejska
- Afryka: sorgo dwubarwne, rącznik pospolity, kawa arabska
- Europa i zachodnia Syberia: burak zwyczajny, jabłoń domowa, szparagi, mięta
- Ameryka Południowa: ziemniak, pomidor, orzacha podziemna, tytoń szlachetny
- Ameryka Środkowa: kukurydza zwyczajna, fasola zwykła, dynia zwyczajna, papryka roczna, agawa sizalowa
- Ameryka Północna: słonecznik zwyczajny i bulwiasty.